# Sumberanom (Tamanan)
Sumberanom is een bestuurslaag in het regentschap Bondowoso van de provincie Oost-Java, Indonesië. Sumberanom telt 2746 inwoners (volkstelling 2010).